# كريستيان ديوك
كريستيان ديوك (بالإنجليزية: Christian Duke)‏ (5 يونيو 1991 بأوفرلاند بارك في الولايات المتحدة - ) هو لاعب كرة قدم أمريكي في مركز الوسط. لعب مع أورلاندو سيتي وسبورتينغ كانساس سيتي واوكلاهوما سيتي أنرجي وسويب بارك رينجرز.

## وصلات خارجية
- كريستيان ديوك على موقع الدوري الأمريكي (الإنجليزية)
- كريستيان ديوك على موقع قاعدة بيانات كرة القدم.إي يو (الإنجليزية)